# Тайфун (спецподразделение ФСИН)
Отдел специального назначения «Тайфун» (до 1998 года отряд специального назначения «Тайфун») — спецподразделение Управления Федеральной службы исполнения наказаний России по городу Санкт-Петербург и Ленинградской области. Образован в 1991 году.

## История

### Образование
Данный отряд спецназа был образован 20 февраля 1991 года под названием отряд специального назначения СИДиСР при ГУВД Ленгороблисполкомов, позже перешёл в ведомство ГУИН Министерства юстиции России по г. Санкт-Петербургу и Ленинградской области. Идею создания подобных отрядов подал начальник ГУИН РФ, генерал-майор Юрий Калинин. который считал недостаточным использование женщин-контролёров для того, чтобы сдерживать бунтующих заключённых. Боевое крещение отряд провёл в том же году во время бандитской разборки в гостинице «Прибалтийская». В декабре 1994 года отряд стал базовым отрядом ГУИН для Северо-Западного региона страны. В 1995 году получил название «Тайфун» и собственную эмблему, успев к тому моменту побывать в Чечне.
Личный состав отряда формировался изначально из военнослужащих морской пехоты и бойцов ВДВ, а также из «краповых беретов» внутренних войск МВД. Все бойцы прошли серьёзную подготовку по освобождению заложников и борьбе против терроризма. Первым командиром отряда был полковник Игорь Петрович Кривонос.

### Операции в Чечне, награды и погибшие
К 2003 году отряд не менее 10 раз отправлялся в командировки на Северный Кавказ во время обеих чеченских войн и в ходе операций против исламских террористических группировок в Дагестане. Отряд участвовал в общевойсковых операциях (в том числе в штурме Грозного), в спецоперациях по разведке и очистке населённых пунктов от террористов (в горной и пересечённой местности), а также в обеспечении безопасности первых лиц государства на территории Чечни.
Более 80 сотрудников отряда были награждены различными государственными наградами, среди них три героя России: Алексей Махотин (заместитель командира отряда), Владимир Широков (посмертно) и Тимур Сиразетдинов (посмертно). 22 сотрудника награждены орденами Мужества (4 из них — посмертно, 5 — дважды кавалеры). Сотрудники, погибшие при исполнении служебного долга, похоронены на Серафимовском кладбище. Всего за две чеченские кампании отдел потерял шесть человек убитыми.
В ходе боёв за Комсомольское 2000 года отряд уничтожил 70 боевиков, потеряв при этом четырёх человек убитыми. 27 декабря 2002 года в результате теракта в Доме правительства в Грозном погиб один боец — младший инспектор, прапорщик внутренней службы Д. В. Макаров (кавалер ордена Мужества посмертно) — и были ранены четверо. По заявлению «Независимой газеты», отдел специального назначения «Тайфун» проводил ежегодно от 100 до 110 операций по задержанию бандитов.

### Подавления бунтов в колониях
23 февраля 1992 года в питерском изоляторе «Кресты» семеро заключённых, вооружённые заточками и муляжами гранат, захватили в заложники двоих контролёров СИЗО. Бандиты потребовали дать им оружие и автомобиль, обеспечить беспрепятственный выезд из тюрьмы и предоставить самолёт. Переговоры, длившиеся более 3 часов, оказались безрезультатными, и был организован штурм. В операции участвовал и отряд спецназа ГУИН, но в штурме участия не принимал. В ходе штурма погиб один из заложников, двое бандитов были убиты.
В 1999 году отряд выезжал в колонию для несовершеннолетних в Колпино, где малолетние преступники захватили заложников (их освободили без применения силы и без жертв). В том же году в октябре на Выборгском ЦБК 20 бойцов «Тайфуна» сопровождали группу судебных приставов, которые решили опечатать имущество комбината и передать новому владельцу. Приставов встретили враждебно отряды рабочих на комбинате, вооружённые заточенными копьями и обрезками железной арматуры, загнав всех в столовую комбината. Бунтующих удалось разогнать только с применением слезоточивого газа, однако в результате предупредительных выстрелов рикошетом ранение получил один из рабочих (ранение не оказалось смертельным). Также в 2000 году отряд участвовал в освобождении фельдшера, взятого в заложники заключёнными в СИЗО на улице Лебедева.
20 сентября 2007 года в Санкт-Петербургском СИЗО «Кресты» 17 несовершеннолетних заключённых избили двоих охранников и подожгли сигнальную башню: для подавления беспорядков в СИЗО был направлен «Тайфун». 25 октября того же года в колонии № 5 в Металлострое произошли беспорядки, вызванные сообщениями об избиении заключённых в штрафном изоляторе. К колонии снова были стянуты силы ОСН «Тайфун», а с бунтовщиками начал переговоры глава УФСИН по Санкт-Петербургу и Ленинградской области Владимир Маленчук. Мнения о том, кто затеял беспорядки, разделились: ФСИН указывала на лидеров преступного мира извне как зачинщиков беспорядков, в то время как группа правозащитников утверждала, что поводом стало показательное избиение нескольких осужденных. Согласно заявлению главы пресс-службы ФСИН России Александру Сидорову, «Тайфун» вводился на территорию колонии № 5, но спецсредства не применялись: в ходе обыска были изъяты множество мобильных телефонов и других запрещенных в колониях предметов.

### Наши дни
В 2003 году депутат Законодательного собрания Ленинградской области Николай Кашин (капитан милиции, командир СОБР РУБОП) выступил в защиту командира «Тайфуна» полковника Игоря Кривоноса, которого якобы пытались отправить в отставку в связи со сменой руководства петербургского ГУИН (в апреле 2002 года в отставку был отправлен генерал Владимир Спицнадель). Руководство питерского ГУИН объяснило, что Кривоноса никто не собирался отправлять в отставку, поскольку он и так был в отпуске после очередной медицинской командировки. В ответ на сообщения Кашина о рисках увольнения личного состава из «Тайфуна» ГУИН объяснили, что семь человек официально покинут отряд и продолжат службу в силовом подразделении Госкомитета по наркоконтролю, а ещё 15 должностей были сокращены.
В 2006 году бойцов «Тайфуна» пришлось вызвать в колонию-поселение в посёлке Металлострой Колпинского района после того, как 23 февраля в колонии вспыхнули беспорядки. В 2012 году бойцы «Тайфуна» охраняли исправительную колонию №6 «Обухово», где произошла серия смертей.
В настоящее время существуют две ветеранские организации бойцов «Тайфуна» — Союз ветеранов отряда (председатель — Игорь Кривонос) и ветеранская организация «Вечно живые». База отряда расположена в доме 21 по улице Латышских Стрелков (перекрёсток с улицей Ворошилова). Ветеранами одной из организаций учреждено ЧОП «Армор». В 2016 году произошёл конфликт между выходцами из «Тайфуна», которые охраняли стройку Крестов-2, и заместителем начальника УФСИН по Петербургу и Ленобласти, которого сопровождали нынешние бойцы подразделения. В том же году двух бывших бойцов «Тайфуна» арестовали по обвинению в том, что те похитили в 2008 году в Гатчинском районе человека и ограбили его коттедж, похитив драгоценности на сумму 260 тысяч рублей и денежные сбережения на сумму 50 тысяч рублей.
Личный состав «Тайфуна» послужил костяком для образования отдела специального назначения «Вектор» при Управлении ФСИН по Республике Крыму и Севастополю, появившегося в 2014 году.
В 2021 году 30-летие отряда было отмечено полуденным выстрелом из Петропавловской крепости с башни Нарышкина бастиона: выстрел произвели бывший командир отдела Игорь Кривонос и ветеран отдела, кавалер Ордена Мужества Николай Евтух с участием начальника УФСИН Игоря Потапенко, иных оперативников «Тайфуна» и родственников погибших бойцов.